# Sineperver Sultan
Ayşe Sineperver Sultan (turco ottomano: عایشه سینه پرور سلطان, lett. "vita" e "protettrice della grazia"; Bulgaria, 1760 – Istanbul, 11 dicembre 1828) conosciuta anche come Ayşe Sineperver Kadın, è stata una consorte del sultano ottomano Abdülhamid I e madre e Valide Sultan del sultano Mustafa IV.

## Origini
Nacque in Bulgaria, nella regione nei monti Rodopi, intorno al 1760. Il suo nome originale era Sonya. 

## Consorte imperiale
Entrò nell'harem del sultano ottomano Abdülhamid I intorno al 1774. Inizialmente insignita del titolo di "Quarta Kadın" (consorte), nel corso degli anni salì fino al rango di "Seconda Kadın", venendo promossa nel 1775 e nel 1778.
Diede al sultano almeno due figli e due figlie. In occasione della nascita del suo terzo figlio, Mustafa, commissionò delle letture coraniche per la sua salute e ordinò il rilascio e il pagamento dei prigionieri per debiti, temendo potesse morire come il suo primogenito.
Nel 1780 commissionò una fontana a Üsküdar in nome di suo figlio Ahmed, morto infante.
Nel 1789, alla morte di Abdülhamid, venne confinata nel Palazzo Vecchio, mentre suo figlio Mustafa venne rinchiuso nel Kafes di Palazzo Topkapi. Uscì dall'isolamento dopo diciotto anni, quando suo figlio salì al trono e lei divenne Valide Sultan (sultana madre). 

## Valide Sultan
Sineperver fu Valide Sultan per soli quattordici mesi, dopodiché suo figlio venne deposto, ucciso e sostituito con il suo fratellastro minore, Mahmud II, malgrado sua madre abbia tentato di difenderlo con Alemdar Mustafa Pasha, che guidava la ribellione. Il nuovo sultano le concesse di vivere con sua figlia Esma invece che rimandarla nel Palazzo Vecchio. 

## Ultimi anni e morte
Nel 1810 commissionò una scuola e una fontana a Adapazarı. Commissionò una seconda fontana nel 1825, a Istanbul nel distretto di Fatih, fra Hırka-İ Şerif e Karagümrük.
Sineperver morì l'11 dicembre 1808. Venne sepolta nella moschea di Eyüp Sultan. Mahmud II assegnò i suoi beni a sua figlia Esma Sultan.

## Discendenza
Da Abdülhamid I, Sineperver ebbe almeno due figli e due figlie:
- Şehzade Ahmed (8 dicembre 1776 - 18 novembre 1778). Sepolto nel mausoleo Hamidiye.
- Esma Sultan (17 luglio 1778 - 4 giugno 1848). Soprannominata Küçük Esma (Esma la minore) per distinguerla da sua zia, Esma la maggiore. Si sposò una volta ma non ebbe figli, e dopo essere rimasta vedova adottò due bambine, fra cui la futura Rahime Perestu Sultan, consorte di Abdülmecid I e madre adottiva di Abdülhamid II.
- Mustafa IV (8 settembre 1779 - 16 novembre 1808). 29º Sultano dell'Impero ottomano, venne detronizzato e giustiziato dopo meno di un anno.
- Fatma Sultan (12 dicembre 1782 - 11 gennaio 1786). Morta di vaiolo, venne sepolta nel mausoleo Hamidiye.

## Cultura di massa
- Sineperver compare nel volume "Sultana", scritto dal Principe Michael di Kent.
- Nel film drammatico elvo-americano "La favorita", Sineperver è interpretata dall'attrice svedese Maud Adams.
- Nella miniserie TV storica turca del 2018 "Kalbimin Sultanı" è interpretata dall'attrice turca Itır Esen.